# Ariman
Arimani (latinsko arimannus) so bili razred svobodnjakov bojevnikov v langobardski in kasneje frankovski Italiji. V sodobnih dokumentih so se arimani včasih omenjali kot liberi homines (svobodnjaki) ali exercitales (vojaki). 
Vrste arimanov so prvotno zapolnjevali izkušeni bojevniki, potomci langobardskih svobodnjakov, ki so vdrli v Italijo leta 569. Položaj  arimanov je oslabel po frankovski osvojitvi Lombardije leta 774. Do sredine 9. stoletja so arimani postali tudi mnogi Franki in ne več le Langobardi. Do 10. stoletja so arimani padli na položaj komaj nad položajem podložnikov. 
Arimani so bili običajno mali ali srednji posestniki z nekaj najemniki ali brez njih. Bili so osnova italijanske države, saj so ji bili dolžni služiti oste et ponte et placito (dobesedno v vojski, na mostovih in dvoru). Ta služba ni bila povezana s fevdnimi obveznostmi. Arimani so vodili javne urade na lokalni ravni.  Njihove pravice in obveznosti so še posebej zanimale karolinške vladarje, saj so bili temelj kraljevega nadzora. Lotar I. je poskušal zajeziti val fevdalizacije s ponovno uveljavitvijo javnih obveznosti arimanov, tudi tistih brez zemlje, tako da je te obveznosti prenesel na lokalne grofe. V zavestnem nadaljevanju karolinške politike sta Gvido III. Spoletski in Lambert II. Spoletski v 890. letih uvedla zakonodajo, ki je utrdila obveznosti arimanov, zlasti vojaške, in prepovedala prevladujočo prakso podeljevanja javnih obveznosti vazalom kot beneficije. Koncept arimanstva je preživel do 11. stoletja, ko so se nekateri toskanski državljani sklicevali na ta status proti zahtevam hiše Canossa. 